# 台灣基進

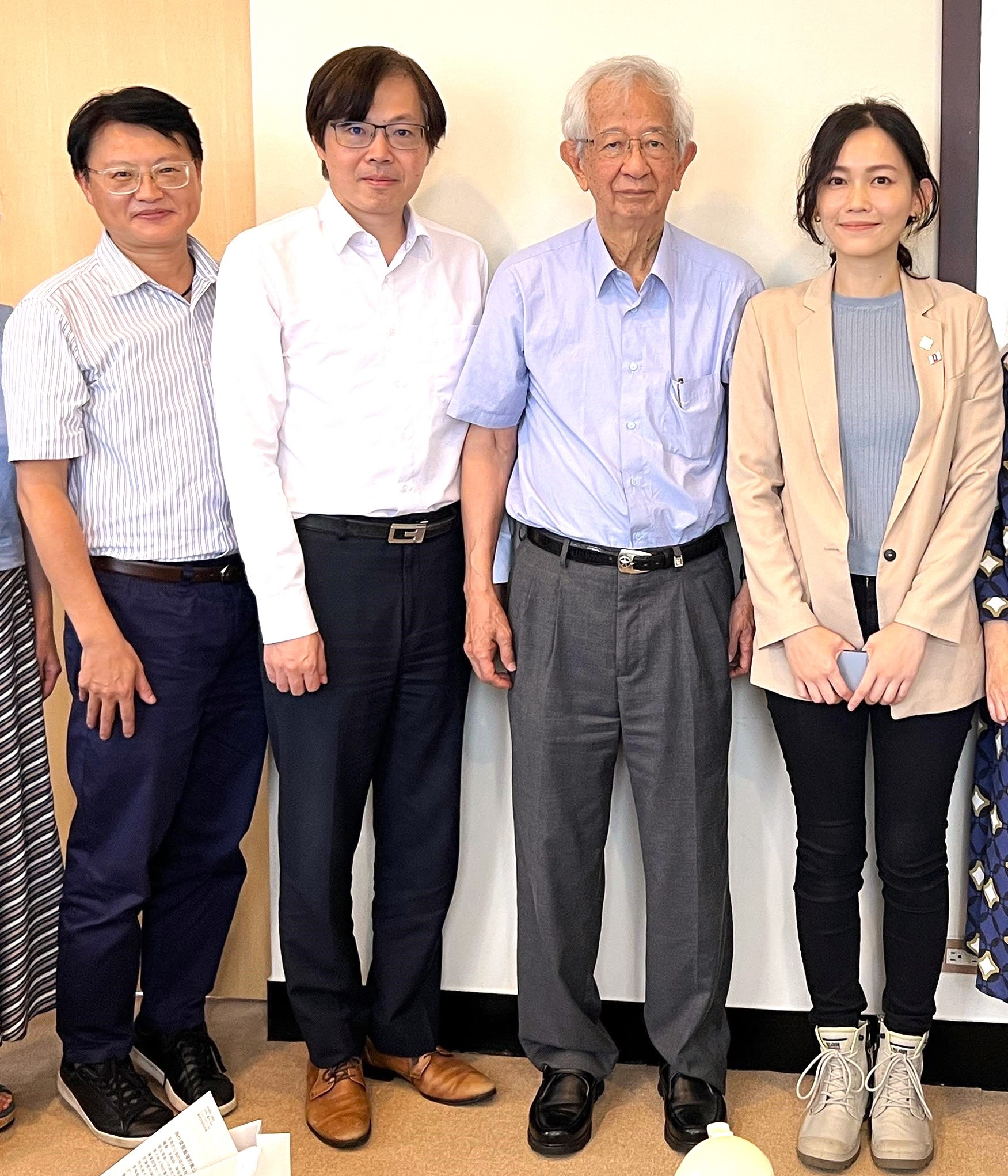
中央研究院前院長李遠哲（右二）支持台灣基進，與主席王興煥（左二）、前主席陳奕齊（左一）、臺北黨部主任委員吳欣岱（右一）

台灣基進（英語：Taiwan Statebuilding Party），簡稱基進黨（TSP），是中華民國政黨，主張依民意討論台灣獨立的務實辦法，定位走「左翼台獨」路線。總部位於高雄市，現任黨主席是王興煥，秘書長為吳欣岱。
2012年，以基進側翼之名成立；2015年7月，向内政部登記為全國性政治團體；2016年5月15日，取自radical有追求進步與根基的語意，登記為基進黨（Taiwan Radical Wings）；2019年4月29日，改用現名。2020年2月至2021年10月間，創黨以來首次於立法院取得席次。

## 歷史
2012年，以「基進側翼」之名成立。
2015年7月，向中華民國內政部登記為全國性政治團體。
2016年5月15日，登記為政黨「基進黨」（Taiwan Radical Wings），radical有著根基以及追求進步的含意，陳奕齊當選第一屆黨主席。
2018年九合一選舉，基進黨提名12人參選地方議員，全部落選。
2019年4月29日，改用「台灣基進」（Taiwan Statebuilding Party）現名。
2020年立法委員選舉，台灣基進首次以政黨身份投入國會選舉。最後由陳柏惟當選臺中市第二選舉區（沙鹿區、龍井區、大肚區、烏日區、霧峰區）立法委員，擊敗中國國民黨籍候選人顏寬恒，台灣基進首次在立法院取得席次，但其在2021年10月23日被罷免通過，成為中華民國首位被罷免的立法委員。台灣基進也因此罷免案失去立法院的唯一席次，總計進入國會僅一年八個月。
2024年立法委員選舉，台灣基進政黨票得票率僅0.69％，比上屆減少2.47％。由於無法再領政府補助款，台灣基進高雄黨部於2024年1月開始資遣部分黨工，高雄黨部辦公室同時退租。
2025年6月25日，台灣基進籍高雄市議員張博洋、台南市議員李宗霖發出退黨聲明，兩人失去黨籍後，台灣基進將失去所有黨籍公職人員。

### 緣起
台灣基進的主張主要孕育於《超克藍綠》共筆部落格的新一專欄，2008年11月9日《吹響激進的號角──成為統治集團眼中的「暴民」吧！！》可視為第一份文獻：
…如今之際，唯有徹底放棄、告別民進黨作為同路人，在台灣政治光譜上往『台灣人民』方向挺進並拉開台灣政治光譜的分佈，撐出一個激進有力的側翼…台灣人民的未來跟前途，才可以獲得確保！！
到了2010年，同作者的《一個真誠／真正具有「普賴度」（Pride）中間選民的宣言》一文，已可見基進側翼「三大政治主張」，即政治民主化（反殖）、主權自主化（反帝）、社會自由化（反剝削）的提出。基進之意，在於強調立場上的堅定與根本。與取得政權為核心的政黨相較，在政治光譜上，必然是處於非主流的極端位置。

### 起步與擴散
2011年春正式進入政治宣講階段，台灣南社秘書長陳奕齊陸續受邀於南社、台北慕哲咖啡等介紹其政治主張。2012年4月27日，陳奕齊在《南之洛馱思》論壇講演「尋找後2012政治改革的阿基米德點」，正式為基進側翼的獨立組建吹起啟動的號角。同年，「基進側翼青年政團」成立。
2013年至2014年初，除了在台南社區大學開設「愛上政治」課程，擴大基進側翼的骨幹之外，陳奕齊也開始進行全台宣講：雲科大、台獨聯盟、台南Masa Loft Café、《如何阻撓國民黨繼續執政》座談會等等。其間基進側翼獲得台獨聯盟相當程度肯認，該聯盟為基進側翼在北部第一個合作伙伴。
直至2015年，基進側翼於台北、新竹、台中、雲林、台南等地各設有分部，總部位於高雄。
基進側翼經常被誤為是2014年太陽花運動所催生的政團，這是因為此社會運動為基進側翼帶來不少曝光機會，該政團參與了台北、台南與高雄三地的群眾組建，陳奕齊於立法院外的政治宣講也頗獲佳評；3月30日的330反服貿遊行中，基進側翼與超克藍綠共同印製的文宣《J'accuse...! 我控訴!》遭到黃國昌下令現場糾察隊查扣，經沈清楷等人出面抗議後，黃國昌於臉書公開道歉，之後黑島青也加以說明與檢討，此事件才平息落幕，亦曾被媒體報導。

### 太陽花學運之後
2014年6月27日，中國大陸國台辦主任張志軍至高雄參訪，基進側翼於漢神巨蛋會館外抗議，因警方強勢驅離而造成現場成員受傷。
2014年6月，基進側翼宣布參與年底的市議員選舉。
2014年8月17日，基進側翼舉辦「城市管線行腳—愛我高雄，城市零風險」遊行活動，並向高雄氣爆事故的罹難同胞默哀。
2015年1月18日成立「基進側翼全國聯合事務所」，並宣佈已向內政部申請成立政團。
2015年3月30日，基進側翼和台獨聯盟、黨產歸零聯盟、黃國昌、林昶佐（Freddy）共推KMT討黨產公投。

### 2016年中央公職人員選舉

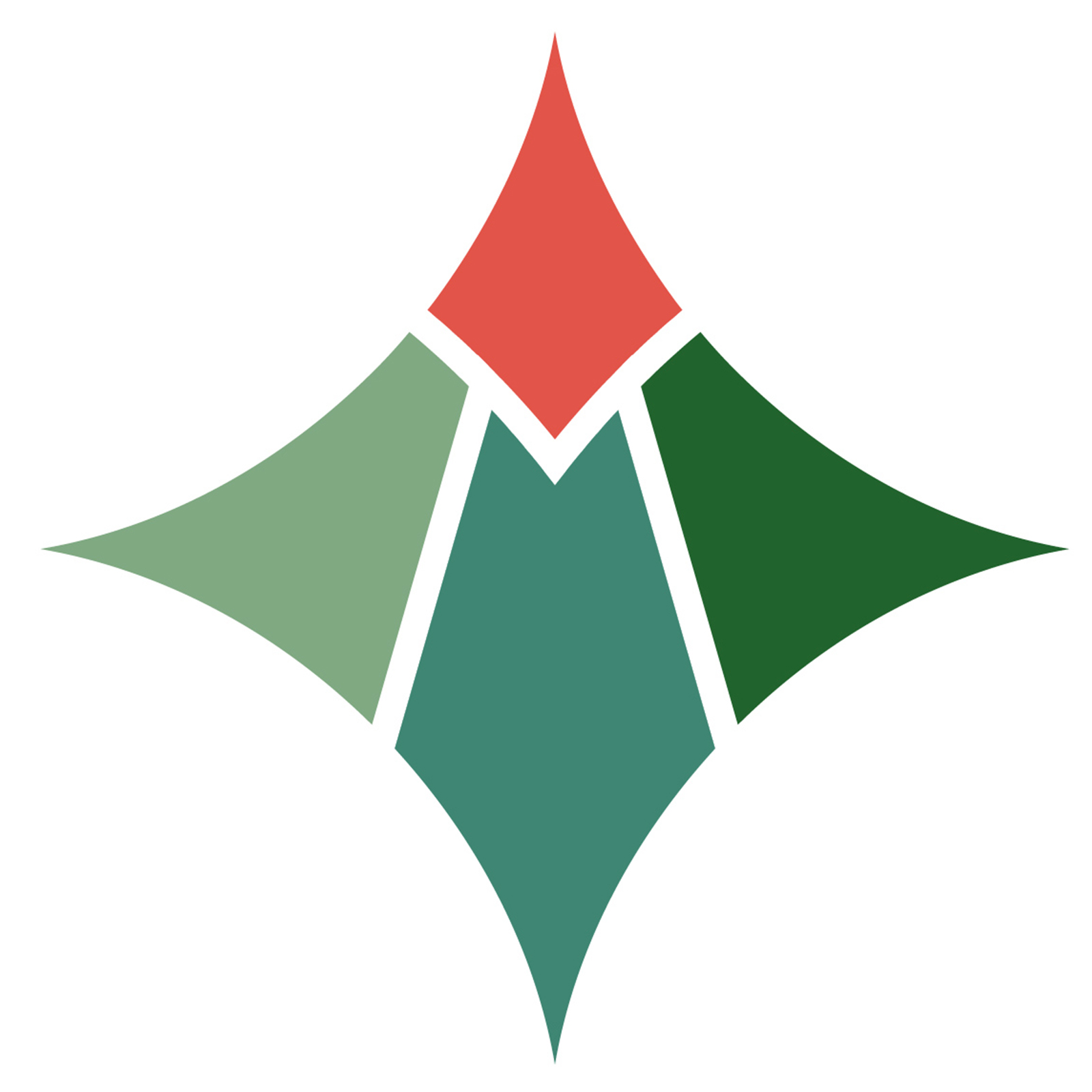
2016年－2019年使用的基進黨黨徽

基進側翼在2016年改名基進黨，正式註冊成為政黨。基進黨隨後和台聯在2016年中華民國立法委員選舉中合作，共同推出不分區立委人選，基進黨黨主席陳奕齊位列該年台聯不分區名單首位。選舉結果，台聯僅獲2.5%政黨票，陳未能當選。

### 2018年地方公職人員選舉
2018年6月19日，前立委陳昭南偕同社會民主黨、綠黨、基進黨宣布成立「社會福利國家連線」聯合競選，因應2018年直轄市縣市議員選舉，並推出共同政見「三公一微」，分別是公共住宅、公共托育、公共運輸與微型企業獎勵。
2018年10月24日，由社會民主黨、綠黨、樹黨、基進黨組成「無限可能大聯盟」，用無限的數學符號象徵無限可能，向社會大眾宣示「不買票、不收紅包、不包工程、不作人身攻擊」，秉持清新、正能量、陽光和希望的改革政理，要讓年輕人對政治燃起熱情，提倡「世代正義，庶民青年」，打一場翻轉世代的清白選戰。

### 境外勢力影響透明法
2018年地方大選後，台灣基進開始在其YouTube官方頻道錄製多部關於中共滲透台灣選舉的影片，並成為首個提出制定「中共代理人法案」必要性的政黨。2019年9月19日，台灣基進與民主進步黨籍立法委員尤美女宣佈合作推動《境外勢力影響透明法》，該法草案條文要求與境外勢力有代理關係，且意圖影響選舉、公投、政策行政與通訊傳播等活動者進行登記。

### 罷免韓國瑜
台灣基進主張罷免韓國瑜市長，並與公民團體WeCare高雄、公民割草行動共同發起罷韓行動。由WeCare高雄發起人尹立、公民割草行動發言人李佾潔、台灣基進新聞輿情部副主任張博洋及前高雄氣爆自救會會長陳冠榮組成的「罷韓四君子」。
2020年6月6日，韓國瑜罷免案投票，罷免成功。台灣基進於罷免案確定通過後，表示是台灣歷史性一刻，指高雄市民用手上珍貴的一票拒絕「中國代理人的擺爛政客」韓國瑜，又稱這份歷史的榮耀屬於每位站出來投票的高雄市市民。

## 政治理念
基進黨的自我意識形態定位為台獨左派剛性政黨。

### 與其他黨的關係
在2016立委選前的新聞稿中，基進黨明確提到「政治分工」的概念，讓蔡英文專心內政，由台聯扮演「抵抗中國侵入的力量」；2018年2月7日《基進政治報》第38期，基進黨再次提到「政治分工」，強調應由蔡英文主掌內政改革，基進黨則作為「內除國賊（「中國白蟻」與中國國民黨）、外抗強敵（抗中）」的角色。
2022年10月，台獨聯盟主席陳南天認為台灣基進在2022年九合一選舉時步調與台獨聯盟一致，其本人會全力支持台灣基進。

### 倡議台美海巡應互靠港

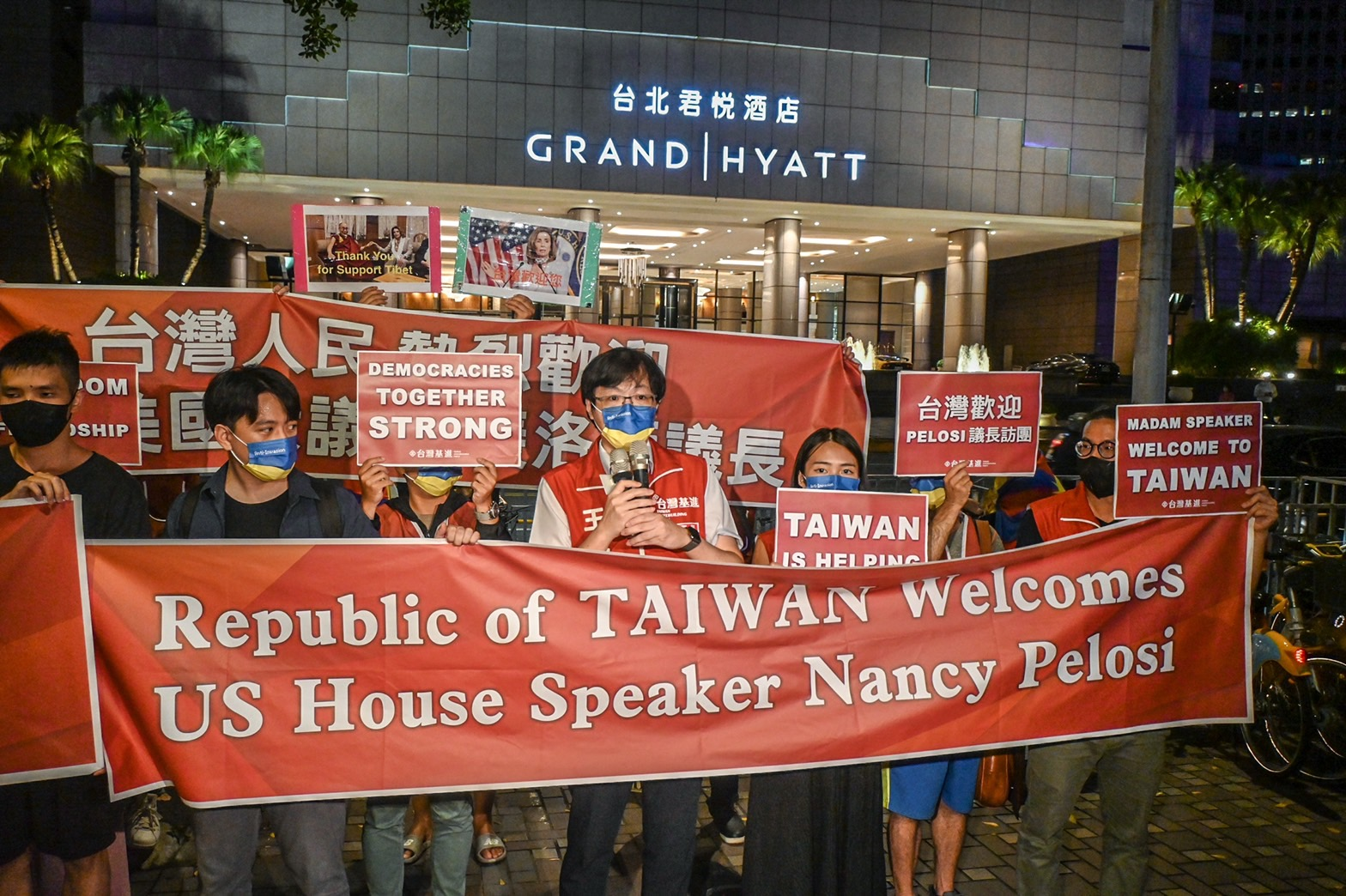
台灣基進秘書長等於裴洛西議長抵臺當晚至台北君悅酒店外歡迎

2022年8月2日，適逢美國眾議院議長裴洛西訪問臺灣 ，台灣基進召開記者會表示：中國以軍機不斷擾台企圖欲影響台海局勢。中華民國政府應就台美關係升溫的現況下，盡速推動台美海巡艦互相靠港」的合作，以確保台海乃至整個印太區域海洋秩序的穩定與和平。

### 外界觀點
2016立委選前，左派人士萬庭威（國立臺灣大學法學碩士）撰文，以不點名方式稱基進黨為「以台灣民族主義為號召」的「極右派」，引起反響。此次選舉前，基進黨在宣講當中明確提出「內政交給民進黨，台獨交給基進黨」、「國會有113席立委，有性別、勞工、環保、土地代表時，難道不能有深獨的聲音」。此處所謂的性別、勞工、環保、土地代表，是指2016年民進黨推出的不分區立委名單；但不分區立委相較於區域立委在更大程度上必須聽令於黨的號令，加上民進黨的政治立場被部分左派團體認為是右派，讓一些評論者認為基進黨並不是那麼認同台獨以外議題的左派立場。
2018年6月19日，綠黨、社會民主黨、基進黨組成社會福利國家連線，由於認為基進黨的立場和其它兩黨相異甚大，部分綠黨、社民黨黨員及支持者對此產生疑慮，協調成立社會福利國家連線的前民進黨立委陳昭南將此連線視為左派群體整合。然而有台灣社會運動人士及左派人士認為，基進黨過去在環保、土地正義、勞工權益、性別等領域皆持「右派」立場，甘願做為民進黨之側翼打手；前李登輝基金會副秘書長朱孟庠則稱，基進黨「像是民進黨的附隨組織」。台灣托派組織國際社會主義前進認為，基進黨具有右翼民粹主義傾向，是一个极右翼政党；同屬台灣托派組織的國際社會主義道路（台灣）則認為，基進黨「向來為台積電等財團和民進黨護航」，其綱領是親資本主義，戴著比民進黨「更台獨、更開明」的假面具，實際上更加依附財團。信傳媒認為基進黨常被視為極右派。陳子瑜分析，基進黨乃社會民主路線，時常以荷蘭為效法對象，而「極右派」之稱是來自於過往網路論戰中的印象。前中央通訊社日內瓦特派員「Ingsing」周盈成表示，稱基進黨為「右派」毫無根據。烏幹達斯坦比克銀行把台灣基進歸類為大帳篷主義。

## 組織機構

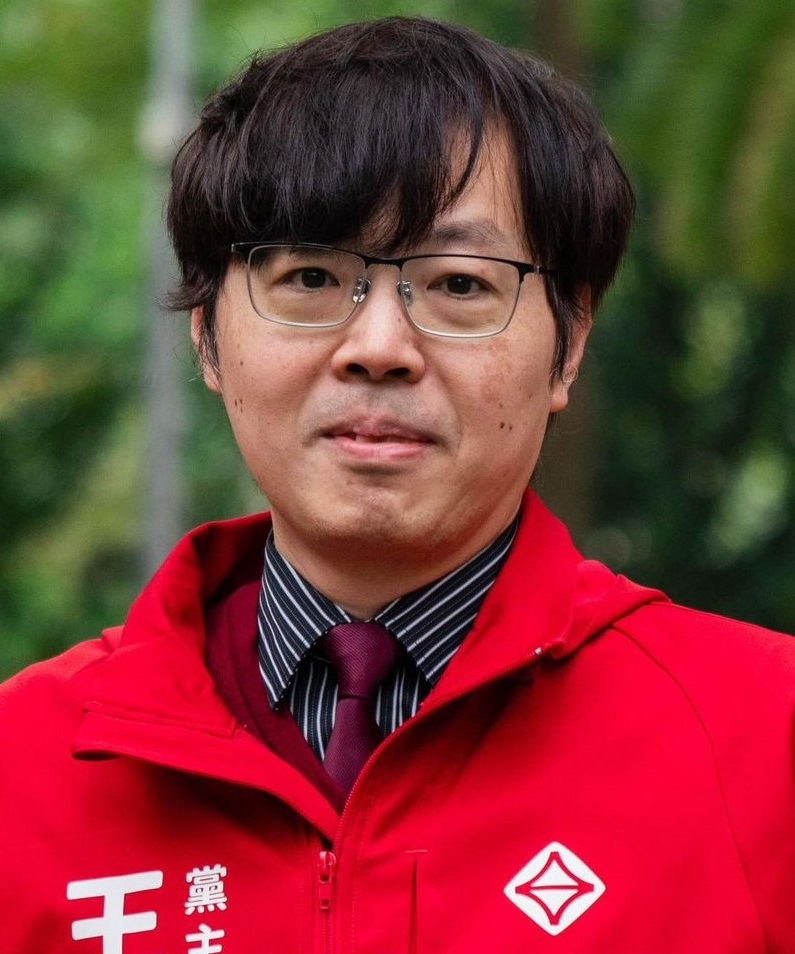
現任台灣基進黨主席王興煥。

基進黨的組織架構分為中央、地方兩級，中央包含全國黨員代表大會（全代會）、中央黨部常務執行委員會、中央黨部執行委員會（中執會）與中央黨部評議委員會（中評會）；而地方則包含地方黨部黨員大會、地方黨部執行委員會與地方黨部評議委員會。
全國黨員代表大會
是基進黨最高權力機關，每一年由黨主席召集一次，主要職責是修改黨綱、黨章、聽取並檢討中央執行委員及中央評議委員之工作報告、受理及議決提案、議決中央評議委員會移送之重大紀律案等。
中央執行委員會
是黨內的常設執行機關，主要職責是執行全代會決議、 制訂及執行黨政計劃、編制預算及決算、議決重要人事案等。中執會由中央執行委員（中執委）組成，由中央黨員直接選出9人、候補3人，任期2年。
中央常務執行委員會
負責決議重大黨務，指派地方黨部主任委員、同意秘書長之人事任命案。中央常務執行委員（中常委）由中執委互選5人產生。黨主席則由中常委互選產生。。
中央黨部評議委員會
同樣為黨內常設執行機關，主要職責是對黨的各項工作進行監督、審查預決算等。中評會由中央評議委員（中評委）組成，由中央黨員直接選出3人、候補1人，任期2年。中評會主任委員由中評委互選一人，任期亦為2年
中央黨部還下設婦女、知識青年、原住民、產業、海外等直屬特種政黨黨部等，其組織層級相當於地方黨部。
基進黨的黨員層級分中央黨員及地方種子黨員二級。凡年滿十六歲，獲審查程序核可，於完成加入基進黨手續後，為地方種子黨員；凡年滿十八歲，地方種子黨員表現優異者、或特定人員，由中央執行委員兩人提議，經過政綱和理念考核，交予中央評議委員會決議通過，得為中央黨員。
| 職位         | 姓名                                                             |
| ------------ | ---------------------------------------------------------------- |
| 黨中央委員會 |                                                                  |
| 主席         | 王興煥                                                           |
| 中央執行委員 | 王興煥（黨主席）、何澄輝、林紋輝、詹明易、李雨蓁、吳思涵、劉恆溦 |
| 中央評議委員 | 林詩吟、鄭惠敏、陳俊光                                           |
| 黨務主管     |                                                                  |
| 秘書室       | 秘書長：吳欣岱                                                   |
| 組織部       | 主任：李雨蓁                                                     |
| 性別發展部   | 主任：吳欣岱 主任秘書：                                          |
| 財務部       | 財務長：湯欣恬                                                   |
| 新聞部       |                                                                  |
| 國際部       | 專員：康駿銘                                                     |
| 政策部       |                                                                  |

### 基層組織
| 地方黨部   | 主任委員           | 黨部幹部                           | 合署辦公   | 地址                               |
| ---------- | ------------------ | ---------------------------------- | ---------- | ---------------------------------- |
| 高雄黨部   | 從缺               | 執行長： 辦公室主任： 新聞部主任： |            | 從缺                               |
| 臺南黨部   | 吳依潔             | 執行長：吳依潔                     |            | 臺南市東區崇善路469號              |
| 臺北黨部   | 主任委員：吳欣岱   | 執行長：黃月嘉 組織部主任：王運昌  | 黨政辦公室 | 臺北市大同區重慶北路一段26巷9弄1號 |
| 臺北黨部   | 主任委員：吳欣岱   | 執行長：黃月嘉 組織部主任：王運昌  | 臺北黨部   | 臺北市內湖區內湖路三段66號         |
| 中彰投黨部 | 主任委員：王興煥   | 執行長：楊欣怡                     |            | 臺中市南屯區大英西一街92號         |
| 嘉義黨部   | 主任委員：翁渙瑤   | 執行長：洪瑋庭                     |            | 嘉義市西區忠義街39號               |
| 桃園黨部   | 黨部主任：莊秉璋   | 顧問：藍士博                       |            | 桃園市桃園區中正路358號            |
| 屏東黨部   | 主任委員：陳秋豪   |                                    |            | 屏東縣屏東市自由路西段165號        |
| 宜蘭黨部   | 主任委員：林意評   | 辦公室主任：黃弘傑                 |            | 宜蘭縣羅東鎮純精路二段163號        |
| 新竹黨部   |                    |                                    |            | 新竹市東區慈雲路313-1號            |
| 新北黨部   | 共同召集人：董俊宏 |                                    |            | 新北市三重區中正北路313號2樓       |
| 苗栗籌備處 |                    |                                    |            |                                    |

## 公職人員

### 現任公職人員
| 政府       | 姓名   | 職務                 |
| ---------- | ------ | -------------------- |
| 屏東縣政府 | 李雨蓁 | 勞動暨青年發展處處長 |

### 曾任公職人員

#### 立法委員
陳柏惟在2020年立委選舉中當選臺中市第二選舉區（沙鹿區、龍井區、大肚區、烏日區、霧峰區）立委，擊敗中国国民党籍候選人顏寬恒，成為台灣基進黨首位立法委員。2021年10月23日，陳柏惟在臺中市第二選舉區舉行之罷免投票中被罷免，也成為中華民國史上第一位被罷免的立法委員。

#### 鄉鎮市民代表
| 代表會               | 姓名   | 在任時間                      |
| -------------------- | ------ | ----------------------------- |
| 宜蘭縣羅東鎮民代表會 | 林意評 | 2018年12月25日—2022年12月24日 |

## 參與的主要選舉

### 國會選舉
| 選舉名稱     | 區域得票率 | 區域當選席次 | 政黨得票率 | 不分區當選席次 | 合計當選席次/總席次 | 席次百分比 |
| ------------ | ---------- | ------------ | ---------- | -------------- | ------------------- | ---------- |
| 2020年第10屆 | 1.01%      | 1 / 79       | 3.15%      | 0 / 34         | 1 / 113             | 0.88%      |
| 2024年第11屆 | 0.24%      | 0 / 79       | 0.69%      | 0 / 34         | 0 / 113             | 0%         |

2021年7月2日，台中第二選區立法委員陳柏惟罷免案成案。於在10月23日投票，同意票數為77,899，多於73,433不同意票，並超越四分之一的門檻，罷免案成功通過。以公職人員選舉罷免法第92條，陳柏惟無法在四年內參選台中第二選區的立法委員。

### 地方選舉
| 選舉   | 直轄市及縣市首長 | 地方議員 | 鄉鎮市區長 | 鄉鎮市區民代表 | 村里長    |
| ------ | ---------------- | -------- | ---------- | -------------- | --------- |
| 2018年 | 0 / 22           | 0 / 912  | 0 / 204    | 1 / 2,149      | 0 / 7,760 |
| 2022年 | 0 / 22           | 0 / 910  | 0 / 204    | 0 / 2,139      | 0 / 7,748 |

## 爭議

### 黨內性騷擾爭議
基進黨發生過兩次性騷擾事件，分別發生於2014、2017年。基進黨Facebook粉絲專頁分別於2016、2018年對此發文聲明。
第一次性騷擾事件來源Facebook貼文已不可閱讀，僅剩基進黨聲明。
第二次性騷擾事件的爆發開端是受害者吳雅惠於2018年8月30日性騷擾刑事判決後，聽聞高雄基進黨傳來「吳雅惠是個行為不檢點的人」，情緒崩潰之下決定於11月16日上PTT發文《小黨志工的咪兔故事》公開案情經過。
2018年11月22日的基進黨聲明中說道「當事人陳榮芳先生在基進側翼政團並無任何職位。雖曾被推選為基進黨中執委，但隨即婉拒，故無將其列名在送交內政部的名單，自始即無擔任任何黨職。且已不再參與黨內的任何運作與活動。」，表明加害者本就無基進側翼或基進黨之要職；並稱「吳雅惠小姐遭性騷擾一事，當初並無主動告知政團，係政團團員，知情後告知主席陳奕齊，主席即在第一時間要求政團召開性平會進行處理。」。事後，聲明稿內「惟此事是屬個人私領域之事，基進側翼政團並無法介入個人情緒與感情」，造成眾多網友不滿，認為基進黨試圖將性騷擾定位成私領域之事以撇清責任。吳雅惠也不滿基進黨沒有將性騷擾案例公開給黨員知道，以避免同樣的悲劇再次發生。
吳雅惠於Facebook發文後，隨即有人質疑為何特地要選在2018年九合一選舉投票前幾天才發文，認為吳有意打擊基進黨選情。吳雅惠在閱讀過基進黨聲明後又在11月22日於自己的Facebook做出三點回應，其中一點即認為基進黨的處理態度及事後聲明都讓她失望，反問：「為什麼對性騷擾議題採取如此立場的政黨，你還支持得下去？」

### 質疑時代力量缺乏戰力
為了打破金權政治，基進黨於2018年8月在高雄市區一棟大樓頂掛出三面附有照明的廣告帆布，廣告呼籲選民一起終結當前「大灑幣」的選舉遊戲，當下即遭受大量質疑「用金錢打破金權政治」。隨後，基進黨又於蘋果日報及自由時報購買數則半版及全版廣告，其中數則廣告內容搭配改編自日本畫家伊藤若冲的畫作，使用諷刺手法提及時代力量如同小雞缺乏戰力，引起爭議；時為時代力量秘書長兼高雄黨部主任委員的陳惠敏則不認為時力候選人戰力不足，更暗諷在時力追查慶富案時，基進黨沒有發聲。

### 呼籲民眾關閉瀏覽器防詐騙功能
2019年10月10日網路上傳出蘋果公司預裝於自家電子產品的Safari瀏覽器會將使用者IP傳送給騰訊，華文社群則在10月14日方注意到此消息，台灣基進也同日於facebook粉絲專頁向民眾發布警訊，並提供教學指引民眾關閉「詐騙網站警告」。
10月15日，蘋果公司發布聲明，表示「設定為中國大陸地區的使用者才會接收騰訊的詐騙網站清單」、「你訪問的真實網址絕不會分享給安全瀏覽供應商（即騰訊或Google）」。約翰霍普金斯大學教授、密碼學家馬修格連（Matthew Green）撰文分析，Google使用的方法在大多數時候不會獲得用戶IP位址或正在訪問的網址，但少數情況下仍有可能，而這不代表騰訊採用同樣做法。香港互聯網協會委員朱家昌稱騰訊採用同種方法，並據此認為騰訊無法接收使用者隱私資訊，呼籲「防詐騙功能遠遠利多於弊」。同日，台灣基進修改該則貼文，去除教學、新增道歉啟事，只提到「當地區為中國時，才會回傳騰訊」，沒提及關閉「詐騙網站警告」功能的危險性；由於台灣基進的行文方式更著重在中國威脅論，致使許多民眾堅持關閉「詐騙網站警告」功能，直至數日後還有民眾繼續分享該則貼文。

### 質疑嘉義市河濱運動公園生態池疏於維護
2020年10月3日，台灣基進嘉義黨部於臉書發文《蓋公園容易，維護公園難》，質疑嘉義市河濱運動公園生態池疏於維護，聲稱民眾反應生態池的荷花大量枯萎、看起來十分噁心，抨擊嘉義市政府疏於維護。不過，荷花的生長期約為農曆三月初到九月初，中秋節農曆八月半本來就接近生長期的結束。「宅神」朱學恒披露此事，台灣基進遭網友譏諷。嘉義市政府教育處處長林立生表示，嘉義市八掌溪畔，春天有黃花風鈴木、夏天有荷花、秋冬有甜根子草遍布河床，荷花於10月枯萎屬於自然生態，提供市民四時各有風景的休閒運動環境。次日，台灣基進嘉義黨部自認有錯，發文道歉，強調「發文初心是希望市府善盡維護公園之責」。

### 張博洋的言論
2022年7月17日晚，台灣基進新聞輿情部主任兼高雄市議員候選人張博洋在社群媒體發文暗酸，民進黨新北市市長候選人林佳龍把恩恩事件跟自己的選舉結合，「我真的不知道這種人腦袋都裝什麼」；遭部分民進黨支持者抗議後，張博洋再發了千字文替自己解釋。豈料，網上流傳台灣基進黨內LINE群組的對話紀錄，張博洋表示自己不會向林佳龍道歉，並認為林佳龍說的話很噁心；群組成員、台灣基進政策部專員林靖堂說「以後民進黨的事，要盡量等民進黨自爆了再談」，此張截圖流出後引來更多支持者不滿。18日早，張博洋與台灣基進皆於臉書發文道歉；當日下午，台灣基進發出聲明表示，解除張博洋黨職、林靖堂調離現職，未來持續加強黨內幹部訓練。
國民黨高雄市議員候選人白喬茵見狀，即捐贈新台幣1450元予張博洋競選募款帳戶「幫他紀念從此刻開始正式解除民進黨的側翼任務」，並追擊「民進黨只叫你道歉，基進黨自己加碼下跪以表忠誠」。但隨後網友留言質疑，根據《政治獻金法》第7條，同一種選舉的擬參選人不能互相捐贈政治獻金，捐贈者會被罰捐贈金額的2倍以下罰鍰；白喬茵於是在留言處改口說自己是在反串，還隔空喊話要求張博洋「記得把錢還給我」。台灣基進台南黨部主任委員兼台南市議員候選人李宗霖表示「協調把這個金額退回或捐出」，稱「民進黨執政的民主才讓台灣有了言論自由」、「基進造成的錯誤不需要統派來製造更多嫌隙」，並感謝林佳龍及民進黨對台灣基進的包容。
李宗霖的反擊造成另一波網路輿論熱議。台灣教授協會南區執行委員兼台灣轉型正義協會理事周以正於7月19日批評，李宗霖「這才是顛倒黑白」，因為「鄭南榕為了100%言論自由而犧牲」、「鄭南榕之前還有更多為了言論自由被白色恐怖迫害的台灣人」。台灣民眾黨接著在7月22日發文回應李宗霖，表示「一句話盡顯綠營的傲慢與專制。言論自由是憲法保障的人權，是先賢先烈前仆後繼爭取而來，絕非一人、一黨、一派所施捨」。

### 劉航遠的政見
2022年10月12日，台灣基進高雄市議員參選人劉航遠提出「選舉選到腦袋壞掉系列」交通政見，反串主張將所有測速照相機改為美女圖看板，即可令駕駛人降低行駛速度，達到三贏局面；並以同黨性別發展部主任兼台北市議員參選人吳欣岱的比基尼泳衣照片合成交通標誌當範本，被作為性感照片主角的吳欣岱以及同黨台中市議員參選人林宜蓁也留言互動，並未表達譴責之意。未料網路輿論一面倒批評此舉為物化女性，台灣基進高雄黨部隨後發聲明向社會大眾致歉，責令劉航遠在接受性別教育課程之前，暫停選舉活動。
劉航遠曾兩度發布道歉文，也接連在短時間內刪除道歉文；最後才於10月18日發布「決定版」道歉文，並在留言區附上部分原始政見貼文截圖，永以為戒。台灣基進高雄黨部10月17日發布《本土要過半 基進鬥陣拚》聯合誓師大會邀請文，遭質疑「劉航遠尚未完成性別教育課程，為何能進行選舉活動」；高雄黨部澄清，劉航遠已被禁止參加數場記者會和遊行活動，即便是誓師大會仍待上完性別教育課程方得出席。在經過性別教育課程後，劉航遠於10月25日發表課後心得「我的立場也和基進一樣，我們都希望兩性之間不要再有差別對待」。

## 外部連結
- 官方网站
- 台灣基進的Facebook專頁
- 台灣基進的Instagram帳戶
- 台灣基進的Threads
- YouTube上的台灣基進頻道
- 台灣基進的X（前Twitter）